# Hippacris immaculata
Hippacris immaculata är en insektsart som beskrevs av Marius Descamps 1984. Hippacris immaculata ingår i släktet Hippacris och familjen gräshoppor. Inga underarter finns listade i Catalogue of Life.